# باشگاه فوتبال گیمچئون سانگمو
باشگاه فوتبال گیمچئون سانگمو (انگلیسی: Gimcheon Sangmu FC) یک باشگاه فوتبال حرفه‌ای کره جنوبی مستقر در گیمچئون است که در کی‌لیگ رقابت می‌کند. سانگمو بخش ورزشی نیروهای مسلح کره جنوبی است.
کادر بازی سانگمو متشکل از فوتبالیست‌های حرفه ای جوان کره جنوبی است که وظیفه سربازی اجباری دو ساله خود را انجام می‌دهند. ۱۵ بازیکن در شروع هر فصل به تیم می‌پیوندند و قبل از بازگشت به باشگاه حرفه ای قبلی خود، دو سال را در کنار تیم می‌گذرانند. سانگمو به دلیل وضعیت نظامی آنها مجاز به جذب بازیکن خارجی نیست.